# Justin Bieber: Never Say Never
Justin Bieber: Never Say Never es un documental estadounidense de 2011 dirigido por Jon M. Chu y distribuido por Paramount Pictures en formato 3D. El filme sigue al cantante canadiense Justin Bieber con imágenes de su tour mundial My World Tour, realizada en 2010. Fue estrenado el 11 de febrero de 2011 en Estados Unidos, el 24 de febrero del mismo año en Argentina y el 15 de abril del mismo año en España. 
También incluye vídeos caseros grabados por su madre cuando era pequeño. Además participan en pequeñas partes otros famosos como los cantantes Miley Cyrus, Sean Kingston, Jaden Smith, entre otros.

## Reparto
- Justin Bieber
- Usher
- Miley Cyrus
- Victoria Justice
- Jaden Smith
- Sean Kingston
- Snoop Dogg
- Ludacris
- Boyz II Men
- L.A. Reid
- Jay Leno
- Chelsea Handler
- Ryan Good

## Sinopsis
La película sigue a la estrella del pop Justin Bieber durante 10 días, contando los días que faltan para la que se considera su mayor actuación, la del 31 de agosto de 2010 en el Madison Square Garden, cuyas entradas se agotaron en 22 minutos. Muestra imágenes de las actuaciones de su My World Tour durante este período. Muestra a sus emocionadas fans y varios ejemplos de la rutina "One Less Lonely Girl" de One Less Lonely Girl", en la que invita a una chica al escenario para darle una serenata y regalarle flores, y sorprende a chicas al azar con entradas gratis para sus conciertos. Se entrevista a las personas más importantes del entorno de Bieber, que son como su familia y buenos amigos, pero no al propio Bieber. Se muestran varios momentos de oración juntos antes de un concierto.
La película también incluye una visita que Bieber hizo a su ciudad natal durante su gira en Canadá. Lo regañan por haberse dañado la voz mientras se divertía con sus viejos amigos. A regañadientes, acepta el aplazamiento de una actuación en Syracuse. No puede hablar durante unos días, lo que le permite recuperarse lo suficiente para la siguiente actuación en el MSG.
También se incluyen algunas historias y vídeos antiguos de la infancia de Bieber. Fue criado por su madre, pero también tenía un vínculo muy especial con su abuelo materno. Este último todavía recuerda con emoción la época en que Bieber y su madre se mudaron a Atlanta.

## Antecedentes

### Preproducción
El 2 de agosto de 2010, Deadline Hollywood informó que Paramount Pictures estaba preparando una película con el cantante. El sitio web también informó que la película, descrita como una "película biográfica", sería dirigida por el director de Una verdad incómoda, ganador del Premio de la Academia, Davis Guggenheim. Se decía que la película, aún sin título, también incluiría actuaciones de Bieber en su gira My World Tour. El representante de Bieber, Scooter Braun, y el presidente de Island Def Jam, L.A. Reid fueron seleccionados para producir, y la película se estrenó tentativamente el Día de San Valentín de 2011. Después de que Deadline publicara el informe, Bieber confirmó la noticia en su cuenta oficial de Twitter y verificó que se estrenaría alrededor del 11 de febrero de 2011. En un tuit posterior, Bieber declaró que las actuaciones de la película serían las que se llevarían a cabo en el Madison Square Garden durante la gira. El 4 de agosto de 2010, Deadline informó que Guggenheim había abandonado el puesto de director de la película para concentrarse en la promoción de Waiting for Superman.
Después de que el futuro de la película estuvo en el aire durante unos días, el 13 de agosto de 2010, se informó que el director de Step Up 3D Jon Chu fue reclutado para dirigir la película. Sobre la dirección de la película, Chu declaró que "aprovechó la oportunidad de contar una historia con honestidad y sentimiento", ya que la mayoría de la gente desconocía que Bieber tenía una "verdadera historia de desvalido". Chu continuó diciendo que esperaba contar su historia de una manera "convincente y genuina, utilizando todas las fuentes disponibles para transmitir su historia de cómo se convirtió en un ícono de la era digital".
En otra entrevista, Chu dijo que la película era tanto para fans como para no fans, y comentó: "Vamos a contar la historia del desvalido, de sus orígenes". Más tarde explicó que era fascinante porque la historia de Bieber tenía mucho que ver con el "estilo de vida digital" moderno, como el uso de YouTube, y cómo es "una historia genial para nuestro tiempo". Sobre el tipo de película, Chu dijo: "No habrá escenas actuadas y no puedo hablar del resto. No es la típica película de conciertos ni será una película biográfica, pero trata sobre su vida".

### Desarrollo
El 24 de agosto de 2010, en Twitter, Bieber y Chu anunciaron que los fans podían participar en un concurso para ser parte de la película enviando un video casero cantando "That Should Be Me" de Bieber, o debían "Mostrarnos cómo U Smile" enviando una foto o un video. El concurso duró veinticuatro horas. El 31 de agosto de 2010, se filmaron escenas de la película en su concierto en el Madison Square Garden, y Bieber vistió un atuendo blanco y morado, los colores de su gira. Bieber interpretó su repertorio, y además de los actos de apertura, aparecieron Sean Kingston y Jessica Jarrell, Iyaz, Boyz II Men, Usher, Miley Cyrus, Ludacris y Jaden Smith, quienes interpretaron canciones con el cantante. En una reseña, Jocelyn Vena de MTV News dijo: "Cualquier señal de que Bieber hubiera enfermado solo dos días antes no era ni remotamente evidente. Mostró su estilo... para las cámaras que filmaban el espectáculo para su próxima película".
Al explicar la trama de la película, Chu dijo que esta era como un "hipervínculo", a diferencia de otras películas de conciertos que solo mostraban música y acción entre bastidores, sino que contaban la historia del ascenso de su carrera e "historias de su vida", usando la música. El director explicó además: "Sabes, si habla de su juventud y de su sonrisa magnética, empiezas a escuchar U Smile sonar de fondo y la música de fondo... ves imágenes de su vida, y al final de esa canción, la luz del número se conecta con la luz de su autobús de gira y vuelve a su cama". Sobre la dirección de la película hacia sus detractores, el director comentó que lo principal que buscaban era "honestidad", explicando: "La gente tiene una idea muy preconcebida de Justin Bieber y puede pensar lo que quiera, pero queríamos mostrar la otra cara honesta de Justin".

## Promoción
El 13 de octubre de 2010, Chu tuiteó para invitar a los fans de Bieber a una búsqueda del tesoro en internet para resolver el rompecabezas del póster de la película, que a su vez revelaría el título de la misma. Celebridades como Usher, Ellen DeGeneres y Ryan Seacrest, y el representante de Bieber, Scooter Braun, revelaron las piezas del rompecabezas. La pieza final se reveló dos días después, tuiteada por USA Today, y reveló el título de la película, Justin Bieber: Never Say Never.
El primer tráiler de la película se estrenó el 26 de octubre de 2010 e incluía imágenes caseras y detrás de cámaras que narraban su ascenso a la fama, además de entrevistas con figuras como Usher y Scooter Braun. Matt Elias de MTV News dijo que contiene "imágenes impactantes" y "movimientos de cámara espectaculares" para dar una sensación "épica". Elias también afirmó que el tráiler demuestra que la película es más que una película de conciertos, y que "te lleva más allá del escenario y muestra su vida cotidiana", centrándose en sus fans. El día del lanzamiento del tráiler, Bieber sorprendió al público en la fecha de su gira My World Tour en Los Ángeles al presentarlo. El 22 de noviembre de 2010, se reveló que la película se proyectaría anticipadamente el 9 de febrero de 2011 para un público selecto.  Los fans pudieron comprar entradas a partir del 29 de noviembre de 2010 y también pudieron recibir productos oficiales de la película, como un cordón VIP de recuerdo, una barra luminosa, una pulsera y gafas 3D moradas para la película. El segundo tráiler oficial se lanzó el 22 de noviembre de 2010. Enfatizó el aspecto 3D, comenzando con Bieber lanzando palomitas de maíz y un cordel tonto mientras las palabras "Este día de San Valentín, vean a Bieber... como nunca antes" se mostraban en la pantalla. Se muestran montajes de imágenes caseras, imágenes detrás de escena y clips de la gira, incluido Bieber lanzando su camisa a la multitud. El final del tráiler muestra a Bieber aprendiendo sobre las cámaras utilizadas para filmar la película, además de probar las distintivas gafas 3D moradas de la película.

## Producción
La noticia de la película llegó en julio de 2010. La producción comenzó ese verano, antes de su concierto en el Madison Square Garden. La película, cuyo nombre no se dio a conocer hasta octubre de 2010, fue dirigida por Jon Chu. Chu afirma que la película es un documental, sin escenas actuadas.

## Recepción

### Respuesta de la crítica
En Rotten Tomatoes, la película tiene un índice de aprobación del 66% basado en reseñas de 107 críticos, con una calificación promedio de 5.79/10. El consenso crítico del sitio web dice: «Como documental de gira, es bastante soso, pero como una mirada en 3D a un fenómeno de la cultura pop en auge, Never Say Never es innegablemente entretenido». En Metacritic, la película tiene una puntuación de 52/100 basada en 22 reseñas.

### Taquilla
Superó la taquilla del viernes con una recaudación estimada de 12,4 millones de dólares en su día de estreno en 3105 salas. Recaudó $29,514,054 durante el fin de semana, y fue superada por poco por la comedia romántica Just Go With It, que recaudó $31 millones. Se dice que Never Say Never superó las expectativas de la industria, casi igualando los 31,1 millones de dólares recaudados por la película del concierto en 3-D de Miley Cyrus de 2008, Hannah Montana & Miley Cyrus: Best of Both Worlds Concert, que tiene el récord del mejor debut para un documental musical. Además, recaudó totales más altos en su primer fin de semana que la película del concierto de 2009, Michael Jackson's This Is It, el documental/concierto más taquillero de todos los tiempos, al menos el doble que la película en 3D de 2009 de los también adolescentes Jonas Brothers, Jonas Brothers: The 3D Concert Experience, que recaudó más en dos días que el concierto de los Jonas Brothers en toda su duración.
Sus ventas mundiales totales alcanzaron los 98.441.954 dólares. En Estados Unidos, es la película de concierto musical más taquillera desde 1984 y el tercer documental más taquillero desde 1982. Fue superada por Taylor Swift: The Eras Tour en 2023 como la película de concierto más rentable de la historia.

### Audiencia
Según los datos de salida de Paramount, la audiencia durante el fin de semana del 11 al 13 de febrero de 2011 fue 84% femenina. De la misma audiencia, el 67% de los espectadores eran menores de 25 años.

## Versión del director
La película fue relanzada limitadamente en una versión extendida titulada Justin Bieber: Never Say Never - Director's Fan Cut el 25 de febrero de 2011 en cines 3-D de Estados Unidos y Canadá. Esta versión tiene 40 minutos de material nuevo, mientras que se han eliminado 30 minutos del original, por lo que la duración es de 115 minutos, 10 minutos más que la versión original. Las proyecciones están precedidas por un cortometraje de The Legion of Extraordinary Dancers, otro proyecto premiado del director Jon M. Chu.

## Medios domésticos
Paramount Home Entertainment estrenó la película en DVD y Blu-ray el 13 de mayo de 2011 en Estados Unidos. Para promocionar el lanzamiento en formato de video casero, Paramount Home Entertainment también lanzó el Fin de Semana de Never Say Never (#NSNweekend) a través de las cuentas oficiales de Facebook y Twitter de Bieber para repartir regalos antes del lanzamiento de Never Say Never en DVD y Blu-ray.

## Secuela
Los rumores sobre una secuela de "Never Say Never" comenzaron a circular en los medios alrededor de mayo de 2012, cuando el propio Bieber insinuó una posible secuela durante un tiempo. No fue hasta enero de 2013 cuando el proyecto fue confirmado por el propio Bieber tuiteando al respecto. Se filmaron imágenes del concierto durante la gira Believe de Justin los días 26 y 27 de enero de 2013 en el American Airlines Arena de Miami. Dos meses después, en marzo de 2013, se asignó un presupuesto de 15 millones de dólares para la producción de la secuela. El 11 de octubre de 2013, se confirmó que Jon M. Chu retomó su papel como director de la película biográfica y se proyectará en 3D en el Festival Internacional de Cine de Toronto a finales de mes. Mientras tanto, Justin Bieber lanzó un avance en su canal de YouTube kidrauhl para la secuela de Never Say Never con el lema "Hay más en su historia" y el hashtag #BelieveMovie confirmando el título de la secuela como "Believe", que se estrenará el día de Navidad en 3D. El tráiler oficial fue lanzado en Yahoo! Movies el 15 de noviembre de 2013. Al día siguiente del lanzamiento del tráiler, el director Jon Chu publicó una foto en su cuenta de Instagram, señalando en el pie de foto que Believe no se lanzaría en 3D como el avance y los rumores sugirieron previamente. El estreno de la película se llevó a cabo en Los Ángeles, California el 18 de diciembre de 2013.

## Parodia
Popstar: Never Stop Never Stopping (2016) se considera una parodia de documentales musicales como Never Say Never. Participan Martin Sheen, Adam Levine, Mariah Carey, Snoop Dogg, Usher, Seal, Pink, "Weird Al" Yankovic, Ringo Starr y Justin Timberlake, entre otros.